# Dicearc de Messana
Dicearc (grec antic: Δικαίαρχος, Dikàiarkhos), fill de Fídies, fou un filòsof peripatètic, geògraf i historiador de l'antiga Grècia nascut a Messana (Sicília), tot i que va viure la major part de la seva vida a la Grècia continental, especialment al Peloponnès. Fou un dels deixebles més joves d'Aristòtil, i també amic de Teofrast, a qui va dedicar alguns dels seus escrits.
Per unes al·lusions que es troben a les seves obres, va viure almenys fins a l'any 296 aC, i probablement va morir vers el 285 aC. Era considerat pels antics com un home amb grans coneixements sobre molts de temes. Va deixar una gran varietat d'escrits, però només se'n conserven fragments, procedents de citacions d'altres autors.

## Obra
Les seves obres tractaven de geografia, de política, d'història i de filosofia. És difícil elaborar-ne una llista exacta, perquè moltes obres que tenen títols propis i semblen formar un llibre, podrien haver estat només capítols d'altres obres. Els fragments existents no sempre ens permeten tenir un coneixement clar de les obres de les quals van formar part.

### Geogràfiques
Entre les seves obres geogràfiques es poden citar:
- 1 "Sobre les cimeres de les muntanyes". La Suda indica καταμετρήσεις τῶν ὲν Πελοποννήσῳ ὀρῶν, però Plini el Vell diu que els mesuraments de Dicearc no es van limitar al Peloponnès, per la qual cosa la cita de la Suda seria només d'una secció.
- 2. Γῆς περίοδος, explicació dels mapes geogràfics que Dicearc havia fet i donat a Teofrast, i que sembla que contenien tot el món conegut.
- 3. Ἀναγραφὴ τῆς Ἐλλάδος. Se li atribueix una obra amb aquest títol dedicada a Teofrast, que consta de 150 versos iàmbics. Segurament és obra d'un escriptor molt posterior, que va fer una paràfrasi mètrica d'aquella part del Γῆς περίοδος que feia referència a Grècia.
- 4. Βίος τῆς Ἑλλάδος, una periègesi considerada el principal llibre de Dicearc amb una llista completa de punts geogràfics de Grècia, la seva història i les condicions morals i religioses. Probablement era subdividí en seccions entre elles περὶ μουσικῆς, τερὶ μουσικῶν ἀγώνων, τερὶ Διονυσιακῶν ἀγώνων, i Βίος τῆς Ἑλλάδος. Estava dividit en tres llibres, el primer dedicat a la geografia física de Grècia, el segon a la geografia política de Grècia i el tercer als costums religiosos i quotidians la societat grega.
- 5. Ἡ εἰς Τροφωνίου κατάβασις dividit en diversos llibres, sobre els procediments moltes vegades llicenciosos i les degeneracions rituals dels sacerdots de la Cova de Trofoni.

Les obres geogràfiques de Dicearc van ser, segons Estrabó, criticades en molts aspectes per Polibi i pel mateix Estrabó, que diu que fa descripcions de països de l'Europa occidental i del nord, que no havia visitat mai.

### Obres polítiques
- 6. Τριπολιτικός possible rèplica a l'obra d'Anaxímenes Τρικάρανος o Τριπολιτικός, o potser una descripció de les constitucions d'Atenes, Pal·lene i Corint, on indicava les contradiccions entre la moral corrupta de la seva gent i els textos legals.
- 7. Λεσβιακοί en tres llibres, un diàleg filosòfic situat a Mitilene, a Lesbos, d'on en deriva el títol. En aquesta obra l'autor es va esforçar en demostrar que l'ànima era mortal.
- 8. Κορινθιακοί, tres llibres, que semblen un suplement de l'anterior. Probablement és la mateixa obra que Ciceró. en un passatge, anomena De interitu hominum (Sobre la destrucció de l'home)

### Altres
- 9. Πολιτεία Σπαρτιατῶν.
- 10. Ὀλυμπικὸς ἀγών o λόγος.
- 11. Παναθηναικός.

Segurament aquestes tres obres serien parts o llibres de Βίος τῆς Ἑλλάδος.
- 12. περὶ τῆς ἐν Ἰλίῳ Δνσίας, sobre un sacrifici que Alexandre el Gran hauria realitzat a Troia.
- 13. Φαίδρον περισσῶν (Phaedri Epicurei), obra que sembla apòcrifa o potser inexistent.

Hom li atribueix també obres gramaticals que podrien correspondre en realitat a Dicearc de Lacedemònia.